# Рікардо Вілар
Рікардо Кращенський Вілар або просто Рікардо Вілар (порт.-браз. Ricardo Kaschensky Vilar / пол. Ricardo Kaschensky Vilar; нар. 4 квітня 1985, Куритиба, Бразилія) — бразильський футболіст польського походження, воротар клубу «Серра-Бранка».

## Життєпис

### «Корітіба»
Народився в місті Куритиба, футболом розпочав займатися в однойменній команді з рідного міста. У 2006 році відправився в оренду до «Португези Сантіси», яка виступала в Лізі Пауліста. Після цього повернувся до «Корітіби», після чого продовжив з клубом контракт до липня 2007 року. Він став четвертим воротарем клубу в Серії B 2006 після Артура, Клебера та Кафе. Він також грав потрапляв на лаву запасних у перших декількох матчах сезону 2007 року, програвши Кафе, але виграв конкуренцію в Марсело Бонана. Проте Вілар і Бонан покинули клуб після повернення Артура.

### «Демократа»
З 1 березня 2007 року грав за «Демократу» в Лізі Мінейро (перша половина року), а в середині року пішов до інших клубів. Разом з командою дійшов до півфіналу вище вказаного турніру, в якому його команда програла «Атлетіку Мінейру». Починаючи з 7-го туру став основним воротарем, вигравши конкуренцію в Рейналду.
У травні 2007 року перейшов до команди КРБ, яка виступає в Серії B, спочатку як основний гравець, але незабаром став четвертим воротарем після Велозу, Паулу Муссе та Джеферсона.
З «Демократою» посів 8 місце в сезоні 2008 року.
У червні 2008 року перебрався до клубу «Трезе», який виступав у серії С чемпіонату Бразилії.
У січні 2009 року перейшов до конкурента «Демократи» по чемпіонату «Уберландія». У новій команді став дублером Паулу Сезара, і після того, як команда уникла вильоту, з 9 по 11 тур виходив у стартовому складі команди.
У червні 2009 року побував на перегляді в чеському клубі «Славія» (Прага).
У січні 2010 року втретє повернувся до «Демократи». Залишився на лаві запасних у поєдинку проти «Атлетіко Мінейро» (майбутньому чемпіону) у півфіналі, як дублер Бруно П’яніссолли. На груповому етапі залишався основним воротарем.
У серпні 2010 року переїхав до «Можи Мірім», щоб грати у Кубку Паулісти. Став дублером Клебера, але поступився місцем у старті Майкону.
Вийшов у стартовому складі в поєдинку 11-го туру, але після цього матчу тренер використовував Даніеля як основного воротаря. Потім повернувся до стартового складу в 14-му турі чемпіонату.

## Статистика виступів

### Клубна
| Клубні виступи    | Клубні виступи      | Клубні виступи         | Ліга      | Ліга      | Кубок          | Кубок          | Кубок ліги | Кубок ліги | Загалом | Загалом |
| Сезон             | Клуб                | Ліга                   | Матчі     | Голи      | Матчі          | Голи           | Матчі      | Голи       | Матчі   | Голи    |
| Бразилія          | Бразилія            | Бразилія               | Чемпіонат | Чемпіонат | Кубок Бразилії | Кубок Бразилії | Кубок ліги | Кубок ліги | Загалом | Загалом |
| ----------------- | ------------------- | ---------------------- | --------- | --------- | -------------- | -------------- | ---------- | ---------- | ------- | ------- |
| 2006              | «Португеза Сантіса» | Серія A1 Ліга Паулісти |           |           |                |                | ?          | ?          | ?       | ?       |
| 2006              | «Корітіба»          | Серія B                | 0         | 0         |                |                | 0          | 0          |         |         |
| 2007              | «Корітіба»          | Серія B                | 0         | 0         | 0              | 0              | 0          | 0          | 0       | 0       |
| 2007              | «Демократа»         | Модуль I Ліги Мінейро  |           |           |                |                | 7          | 0          | 7       | 0       |
| 2007              | КРБ                 | Серія B                | 3         | 0         |                |                | 3          | 0          |         |         |
| 2008              | «Демократа»         | Модуль I Ліги Мінейро  |           |           | 2              | 0              | 11         | 0          | 13      | 0       |
| 2008              | «Трезе»             | Серія C                | 0         | 0         |                |                |            |            | 0       | 0       |
| 2009              | «Уберляндія»        | Модуль I Ліги Мінейро  |           |           | 3              | 0              | 3          | 0          |         |         |
| Бразилія          | Бразилія            | Бразилія               | Ліга      | Ліга      | Кубок Бразилії | Кубок Бразилії | Кубок Ліги | Кубок Ліги | Загалом | Загалом |
| 2010              | «Демократа»         | Модуль I Ліги Мінейро  |           |           |                |                | 7          | 0          | 7       | 0       |
| 2010              | «Можи-Мірін»        | Серія A1 Ліги Палісти  |           |           | 2              | 01             |            |            |         |         |
| 2011              | «Демократа»         | Модуль I Ліги Мінейро  | 11        | 0         | 11             | 0              |            |            |         |         |
| Загалом           | Бразилія            | Бразилія               | 3         | 0         | 2              | 0              | ?          | ?          | ?       | ?       |
| Загалом           | Чехія               | Чехія                  | 0         | 0         | ?              | ?              | ?          | ?          | ?       | ?       |
| Усього за кар'єру | Усього за кар'єру   | Усього за кар'єру      | 3         | 0         | ?              | ?              | ?          | ?          | ?       | ?       |

1 Кубок Паулісти 2010